# Campo da Mata (Caranguejeira)
O Campo da Mata é o estádio onde habitualmente joga o União Desportiva Caranguejeira e localiza-se em Caranguejeira. É situada na Rua São Vicente, em norte de Caranguejeira. Sua capacidade e para 3.000 pessoas.